# Makai Senki Disgaea
Makai Senki Disgaea (魔界戦記ディスガイア?, Makai Senki Disugaia) è una serie televisiva anime basata sul videogioco Disgaea: Hour of Darkness. Makai Senki Disgaea segue una trama simile a quella del videogioco, ma con alcuni cambiamenti nei ruoli dei personaggi e nella cronologia degli eventi. Dalla stessa linea narrativa sono stati tratti numerosi manga e light novel.

## Trama
Dopo un sonno di due anni, Laharl, il principe degli Inferi, trova il proprio regno nel caos, dopo la morte di suo padre, il re Krichevskoy. Senza perdere tempo, Laharl, con l'aiuto di Etna, ex vassallo di suo padre, e di Flonne, apprendista angelo involontario artefice del risveglio di Laharl, si propone di riconquistare il proprio regno e proclamarsi Signore degli inferi.

## Personaggi e doppiatori
- Laharl: Kaori Mizuhashi
- Etna: Tomoe Hanba
- Flonne: Yuko Sasamoto
- Vyers/Mid Boss: Chihiro Suzuki
- Prinny: Junji Majima
- Seraph Lamington: Junji Majima
- Captain Gordon: Nobuo Tobita
- Jennifer: Chiwa Saitō
- Thursday: Yurika Ochiai

## Episodi
| Nº | Titolo inglese Giapponese 「Kanji」 - Rōmaji                                                             | In onda        | In onda |
| Nº | Titolo inglese Giapponese 「Kanji」 - Rōmaji                                                             | Giapponese     |         |
| 01 | The Sleeping Prince in the Garbage Dump 「眠れるゴミ捨て場の王子」 - Nemureru Gomi Suteba no Ouji        | 4 aprile 2006  |         |
| 02 | Scratch 1 Mid-boss, Add 1 Vassal 「中ボス落ちてケライがふえた」 - Chuu Bosu Ochite Kerai ga Fueta        | 11 aprile 2006 |         |
| 03 | Welcome to the Netherworld Hall of Treasures 「おいでませ魔界秘宝館」 - Oidemase Makai Hihoukan          | 18 aprile 2006 |         |
| 04 | A Solomon-style Judgement at the Dinero Castle?! 「成金城の大岡裁き!?」 - Narikin-Jou no Oooka Sabaki !? | 25 aprile 2006 |         |
| 05 | A Dungeon of Temptation...Maybe 「魅惑のダンジョン...かもしれない」 - Miwaku no Danjon ... Kamoshirenai  | 2 maggio 2006  |         |
| 06 | Etna’s Embarrassing Secret 「エトナの恥ずかしいヒ·ミ·ツ」 - Etna no Hazukashii hi·mi·tsu                 | 9 maggio 2006  |         |
| 07 | Netherworld Siblings 「魔界兄妹」 - Makai Kyoudai                                                        | 16 maggio 2006 |         |
| 08 | The Prinnie's Longest Day! 「プリニーの一番長い日ッス!」 - Purini no Ichiban Nagai Hi Ssu!               | 23 maggio 2006 |         |
| 09 | Space Battleship Gargantua! 「宇宙戦艦ガルガンチュワ!」 - Uchuu Senkan Garuganchuwa!                     | 30 maggio 2006 |         |
| 10 | The Defender of Tomorrow Is You! 「明日の勇者はキミだ!」 - Ashita no Yuusha ha Kimi da!                  | 6 giugno 2006  |         |
| 11 | A Night Lit Up by the Red Moon 「赤い月が照らす夜」 - Akai Tsuki ga Terasu Yoru                          | 13 giugno 2006 |         |
| 12 | Love... After the Fighting Is Over 「愛...戦いの果てに」 - Ai ... Tatakai no Hate ni                     | 20 giugno 2006 |         |

## Colonna sonora
Sigla di apertura
- Aishitageru (愛したげる) cantata da LOVERIN TAMBURIN

Sigla di chiusura
- Kusari (鎖り) cantata Akiko Kawakami